# Francesco Renga
Pierfrancesco Renga (n. 12 iunie 1968, Udine, Friuli-Veneția Giulia, Italia), cunoscut ca Francesco Renga, este un cantautor italian.
După ce a făcut parte din formația Timoria între a doua jumătate a anilor '80 și sfârșitul anilor '90, Renga a început o carieră de solist prolifică, lansând nouă albume de studio, două albume live și trei colecții. În 2005 a triumfat la cea de-a 55-a ediție a Festivalului de la Sanremo cu piesa „Angelo" și de-a lungul carierei a câștigat două Premii Lunezia pentru valoare muzical-literară: în 2002 cu albumul „Francesco Renga” și în 2019 cu „L'altra metà”.

## Biografie

### Începuturile cu formația Timoria
În 1984 a participat la concursul de muzică „Deskomusic” împreună cu prima sa formație, „Modus Vivendi”, pe care îl înființase împreună cu câțiva prieteni cu un an înainte. În același concurs s-a înscris și o altă formație, „Precious Time”, care avea să aibă un rol hotărâtor asupra carierei artistice a lui Renga. Cele două formații au fuzionat cu numele de Timoria; noua formație a  câștigat cea de-a doua ediție a competiției.
Formația a înregistrat primul album „Colori che explodono” în 1990. În acest album, talentul vocal al lui Renga iese deja în evidență. În scurt timp, formația s-a impus în rândurile tineretului. În 1991 a participat la Festivalul de la Sanremo din 1991, la categoria debutanților, cu cântecul „L'uomo che ride”, câștigând Premiul criticilor. În 1992, formația a trecut spre muzica hard rock și a produs albumul „Viaggio senza vento”, un album concept considerat capodopera grupului și unul dintre cele mai importante discuri ale rock-ului italian.
Spre sfârșitul anului 1998, ln urma unor fricțiuni interne, Renga părăsește formația Timoria.

### Debutul ca solist și succesul la Sanremo

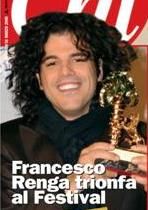
Francesco Renga după Festivalul de Muzică de la Sanremo 2005, fotografiat în revista Chi

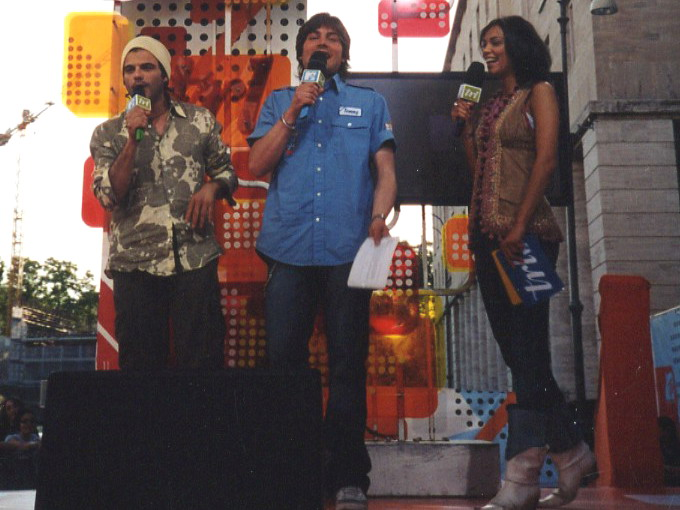
Francesco Renga (stânga) cu Federico Russo și Giorgia Surina pe scena Total Request Live în 2004

În 2000, Francesco Renga revine ca solist prin lansarea albumului „Francesco Renga”. Și-a întărit renumele ca solist în anul 2001 prin participarea sa la Festivalul de la Sanremo 2001 în categoria debutanților cu cântecul „Raccontami...”, scris împreună cu Umberto Iervolino, care i-a adus Premiul criticilor.
În 2002, a lansat cel de-al doilea album de studio „Tracce”, simultan cu participarea sa la Festivalul de la Sanremo în categoria principală cu cântecul „Tracce di te”. În 2005, Renga revine la Festivalul de la Sanremo, câștigând marele premiu cu cântecul „Angelo”.
În 2007 a lansat „Ferro e cartone”, al patrulea album al cantautorului. În același an a fost publicată și prima carte a lui Francesco Renga, intitulată „Come mi viene”.

### Întoarcerea la Sanremo
În 2009, Renga concurează din nou la Festivalul de la Sanremo din 2009 cu cântecul „Uomo senza età”.
În 2010, la Festivalul de la Sanremo condus de Antonella Clerici, Renga a participat în calitate de invitat interpretând cântecul „La voce del silenzio” cu ocazia sărbătoririi a 60 de ani de la de la înființarea festivalului. Tot în 2010, a câștigat discul de platină al Wind Music Awards cu albumul „Orchestraevoce„. La Festivalul de la Sanremo din 2011, Renga a fost iar invitat să prezinte cântecul „Arriverà” împreună cu cântărețele Modà și Emma.
În 2014, Renga a participat la Festivalul de la Sanremo cu cântecele „A un isolato da te” și „Vivendo adesso”, acesta din urmă scris de Elisa și terminând pe locul patru.
În perioada 5-9 februarie 2019 a participat la cel de-al 69-lea Festival de la Sanremo cu piesa „Aspetto che torni” din albumul „L'altra met”", apărut pe 19 aprilie în anul următor.
Din 4 noiembrie 2020, Renga este membru al juriului în programul de televiziune „All Together Now - La musica è cambiata” alături de J-Ax, Anna Tatangelo și Rita Pavone. Pe parcursul anului 2021 a participat la Festivalul de la Sanremo cu piesa „Quando trovo te”, clasată pe locul 22 în seara finală.

## Viață personală
Renga a avut o relație de unsprezece ani cu actrița Ambra Angiolini, cu care a avut doi copii: Jolanda și Leonardo. Relația a fost oficializatâ în noiembrie 2015.
Pe lângă sora sa geamănă Paola, Francesco Renga mai are un frate, Stefano, care este cu opt ani mai mare.

## Discografie

### Cu Timorias
- - 1990 – Colori che esplodono
  - 1991 – Ritmo e dolore
  - 1992 – Storie per vivere
  - 1993 – Viaggio senza vento
  - 1995 – SpeedBall
  - 1997 – Eta Beta

### Ca solist
- - 2000 – Francesco Renga
  - 2002 – Tracce
  - 2004 – Camere con vista
  - 2007 – Ferro e cartone
  - 2009 – Orchestraevoce
  - 2010 – Un giorno bellissimo
  - 2014 – Tempo reale
  - 2016 – Scriverò il tuo nome
  - 2019 – L'altra metà

1. ↑  Francesco Renga, Discogs, accesat în 9 octombrie 2017
2. ↑  Barbara Visentin (12 gennaio 2019).  https://www.corriere.it/spettacoli/19_dicembre_01/pedrini-porto-palcoscrittori-poeti-artisti-5074c2f2-1462-11ea-9463-2153cf12a84f.shtml. Verificați datele pentru: |date= (ajutor); Lipsește sau este vid: |title= (ajutor)
3. ↑  Marta Cagnola (19 novembre 2010).  http://www.ilsole24ore.biz/art/cultura/2010-11-19/renga-intervista-211011.shtml. Verificați datele pentru: |date= (ajutor); Lipsește sau este vid: |title= (ajutor)
4. ↑  Giorgia Iovane (23 febbraio 2014).  http://www.tvblog.it/post/519421/sanremo-2014-voti-e-classifica-finale. Verificați datele pentru: |date= (ajutor); Lipsește sau este vid: |title= (ajutor)
5. ↑  . 13 febbraio 2019 https://www.rockol.it/news-700963/francesco-renga-il-nuovo-album-altra-meta-esce-aprile. Verificați datele pentru: |date= (ajutor); Lipsește sau este vid: |title= (ajutor)
6. ↑   https://www.radioitalia.it/news/francesco_renga/gossip/21213_gli_auguri_di_francesco_renga_e_ambra_angiolini_al_figlio_leonardo.php. Lipsește sau este vid: |title= (ajutor)
7. ↑  . 6 novembre 2015 http://www.iodonna.it/personaggi/interviste-gallery/2015/11/06/ambra-angiolini-io-e-francesco-ci-allontaniamo-per-salvare-lamore/. Verificați datele pentru: |date= (ajutor); Lipsește sau este vid: |title= (ajutor)
8. ↑   https://www.rockol.it/news-716108/timoria-quando-rischiarono-di-iniziare-col-renga-sbagliato. Lipsește sau este vid: |title= (ajutor)